# سنتز ایندول لایمگروبر–بچو
سنتز ایندول لایمگروبر–بچو (به انگلیسی: Leimgruber–Batcho indole synthesis) یک سری از واکنش‌های آلی است که برای تولید ایندول از اورتو-نیتروتولوئن ۱ کاربرد دارد. اولین مرحله تشکیل یک انامین ۲ با استفاده از N,N-دی‌متیل‌فرمامید دی‌متیل استال و پیرولیدین است. سپس ایندول مورد نظر ۳ در مرحله دوم با حلقه‌زاییِ کاهشی تشکیل می‌شود.
در طرح بالا، چرخه کاهشی توسط نیکل رینی و هیدرازین انجام می‌شود. پالادیوم روی کربن و هیدروژن، قلع کلرید، سدیم هیدروسولفیت یا آهن در استیک اسید نیز عوامل کاهنده مؤثری هستند.

## همچنین ببینید
- سنتز ایندول بارتولی
- سنتز ایندول فیشر
- سنتز ایندول رایسرت